# 40. Oscar-gála
Az 40. Oscar-gálát, a Filmakadémia díjátadóját 1968. április 10-én tartották meg. Az eredeti időpont április 8. volt, ám a történelem közbeszólt, április 4-én megölték Martin Luther Kinget, a díjátadót a polgárjogi harcos temetése utánra halasztották. A Bonnie és Clyd és a Találd ki, ki jön vacsorára! 10-10 jelöléssel indult a díjakért, a két kaszasikert arató film, a Hidegvérrel és A piszkos tizenkettő nem került a legjobb öt film közé. Alfred Hitchcock az elmaradt Oscarokért cserébe kapott egy Irwing G. Thalberg díjat.

## Kategóriák és jelöltek
nyertesek félkövérrel jelölve

### Legjobb film
- Forró éjszakában (In the Heat of the Night) – Mirisch, United Artists – Walter Mirisch
  - Bonnie és Clyde (Bonnie and Clyde) – Tatira-Hiller, Warner Bros.-Seven Arts – Warren Beatty
  - Diploma előtt (The Graduate) – Nichols-Turman, Embassy – Lawrence Turman
  - Doktor Doolittle (Doctor Dolittle) – Apjac, 20th Century-Fox – Arthur P. Jacobs
  - Találd ki, ki jön vacsorára! (Guess Who's Coming to Dinner) – Kramer, Columbia – Stanley Kramer

### Legjobb színész
- Rod Steiger  –  Forró éjszakában
  - Warren Beatty     –  Bonnie és Clyde
  - Dustin Hoffman      –  Diploma előtt
  - Paul Newman         –  Bilincs és mosoly (Cool Hand Luke)
  - Spencer Tracy       –  Találd ki, ki jön vacsorára!

### Legjobb színésznő
- Katharine Hepburn  –  Találd ki, ki jön vacsorára! (Guess Who's Coming to Dinner)
  - Anne Bancroft  –  Diploma előtt
  - Faye Dunaway  –  Bonnie és Clyde
  - Edith Evans  –  The Whisperers
  - Audrey Hepburn  –  Várj, míg sötét lesz! (Wait Until Dark)

### Legjobb férfi mellékszereplő
- George Kennedy  –  Bilincs és mosoly (Cool Hand Luke)
  - John Cassavetes  –  A piszkos tizenkettő
  - Gene Hackman  –  Bonnie és Clyde
  - Cecil Kellaway  –  Találd ki, ki jön vacsorára!
  - Michael J. Pollard  – Bonnie és Clyde

### Legjobb női mellékszereplő
- Estelle Parsons – Bonnie és Clyde
  - Carol Channing – Ízig-vérig modern Millie (Thoroughly Modern Millie)
  - Mildred Natwick – Mezítláb a parkban
  - Beah Richards – Találd ki, ki jön vacsorára!
  - Katharine Ross – Diploma előtt

### Legjobb rendező
- Mike Nichols – Diploma előtt
  - Richard Brooks – Hidegvérrel (In Cold Blood)
  - Norman Jewison – Forró éjszakában
  - Stanley Kramer – Találd ki, ki jön vacsorára!
  - Arthur Penn – Bonnie és Clyde

### Legjobb eredeti történet
- Találd ki, ki jön vacsorára! – William Rose
  - Bonnie és Clyde – David Newman, Robert Benton
  - Válás amerikai módra – Robert Kaufman, Norman Lear
  - La Guerre Est Finie – Jorge Semprún
  - Two for the Road – Frederic Raphael

### Legjobb adaptált forgatókönyv
- Forró éjszakában – Stirling Silliphant forgatókönyve John Ball regénye alapján
  - Bilincs és mosoly (Cool Hand Luke) – Donn Pearce, Frank Pierson forgatókönyve Donn Pearce regénye alapján
  - Diploma előtt – Calder Willingham, Buck Henry forgatókönyve Charles Webb regénye alapján
  - Hidegvérrel (In Cold Blood) – Richard Brooks forgatókönyve Truman Capote regénye alapján
  - Ulysses – Joseph Strick, Fred Haines forgatókönyve James Joyce regénye alapján

### Legjobb operatőr
- Burnett Guffey –  Bonnie és Clyde
  - Conrad Hall –  Hidegvérrel (In Cold Blood)
  - Richard H. Kline –  Camelot
  - Robert Surtees –  Doktor Doolittle (Doctor Dolittle)
  - Robert Surtees –  Diploma előtt

### Látványtervezés és díszlet
- John Truscott, Edward Carrere, John W. Brown – Camelot
  - Mario Chiari, Jack Martin Smith, Ed Graves, Walter M. Scott, Stuart A. Reiss – Doktor Doolittle (Doctor Dolittle)
  - Robert Clatworthy, Frank Tuttle – Találd ki, ki jön vacsorára!
  - Renzo Mongiardino, John DeCuir, Elven Webb, Giuseppe Mariani, Dario Simoni, Luigi Gervasi – A makrancos hölgy
  - Alexander Golitzen, George C. Webb, Howard Bristol – Ízig-vérig modern Millie (Thoroughly Modern Millie)

### Legjobb vágás
- In the Heat of the Night – Hal Ashby
  - Beach Red – Frank P. Keller
  - A piszkos tizenkettő – Michael Luciano
  - Doktor Doolittle (Doctor Dolittle) – Samuel E. Beetly, Marjorie Fowler
  - Találd ki, ki jön vacsorára! (Guess Who's Coming to Dinner) – Robert C. Jones

### Legjobb vizuális effektus
- Doktor Doolittle (Doctor Dolittle) – L.B. Abbott
  - Tobruk – Howard A. Johnson, Jr. és Albert Whitlock

### Legjobb idegen nyelvű film
- Szigorúan ellenőrzött vonatok (Ostře sledované vlaky) (Csehszlovákia) – Barrandov Studios – Zdenek Oves producer – Jiří Menzel rendező
  - El Amor Brujo (Spanyolország) – Exclusivas Floralva Producción, Films Rovira Beleta – Producer – Francisco Rovira Beleta rendező
  - Portrait of Chieko (智恵子抄; Csieko-só) (Japán) – Shochiku Films – producer – Nakamura Noboru rendező
  - Találkoztam boldog cigányokkal is (Skupljaci perja) (Jugoszlávia) – Avala Film – producer – Aleksandar Petrović rendező
  - Élni az életért (Vivre pour vivre/Live for life) (Franciaország) – Les Films Ariane, Le Productions Artistes Associés, Vides – Robert Amon, Georges Danciger, Alexandre Mnouchkine producers – Claude Lelouch rendező

### Legjobb filmzene

#### Eredeti filmzene
- Ízig-vérig modern Millie (Thoroughly Modern Millie) – Elmer Bernstein
  - Bilincs és mosoly (Cool Hand Luke) – Lalo Schifrin
  - Doktor Doolittle (Doctor Dolittle) – Leslie Bricusse
  - Távol a tébolyult tömegtől (Far from the Madding Crowd; brit) – Richard Rodney Bennett
  - Hidegvérrel (In Cold Blood) – Quincy Jones

#### Filmzene – adaptáció vagy feldolgozás
- Camelot – Alfred Newman és Ken Darby
  - Doktor Doolittle (Doctor Dolittle) – Lionel Newman és Alexander Courage
  - Találd ki, ki jön vacsorára! (Guess Who's Coming to Dinner) – Frank De Vol
  - Ízig-vérig modern Millie (Thoroughly Modern Millie) – André Previn és Joseph Gershenson
  - Valley of the Dolls – John Williams

## Statisztika

### Egynél több jelöléssel bíró filmek
- 10: Bonnie és Clyde, Találd ki, ki jön vacsorára!
- 9: Doctor Dolittle
- 7: Forró éjszakában, Diploma előtt
- 5: Camelot
- 4: Bilincs és mosoly, Hidegvérrel

### Egynél több díjjal bíró filmek
- 5: Forró éjszakában
- 3: Camelot
- 2: Bonnie és Clyde, Doctor Dolittle, Találd ki, ki jön vacsorára!